# 2389 Dibaj
A 2389 Dibaj (ideiglenes jelöléssel 1977 QC1) a Naprendszer kisbolygóövében található aszteroida. Nyikolaj Sztyepanovics Csernih fedezte fel 1977. augusztus 19-én.